# Turismo in Germania

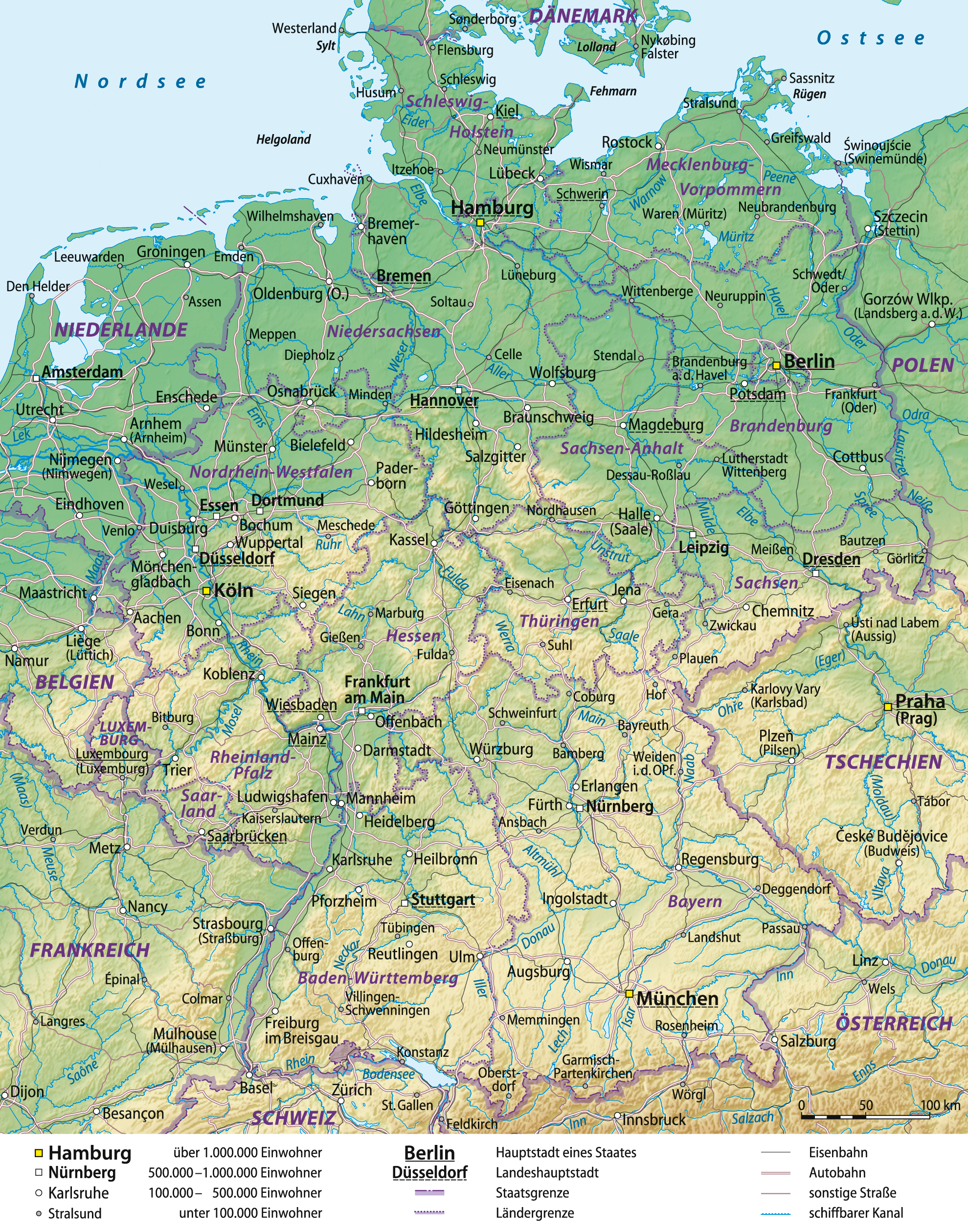
Mappa fisica della Germania.

Il turismo in Germania è un settore assai importante e proficuo. La Germania è il nono paese maggiormente visitato al mondo, per un totale di 407,26 milioni di prenotazioni nel corso del 2012; questo numero include 68,83 milioni di pernottamenti di ospiti stranieri.
La maggior parte dei turisti stranieri nel 2009 provenivano dai Paesi Bassi, dagli Stati Uniti d'America e dalla Svizzera; inoltre, oltre il 30% dei tedeschi trascorrono le loro vacanze nel proprio paese. Secondo le relazioni di viaggi e del turismo sulla competitività, la Germania è valutata come una delle destinazioni di viaggio più sicure in tutto il mondo.
L'organismo ufficiale per il turismo in Germania è il consiglio tedesco del turismo nazionale (DZT), rappresentato in tutto il mondo dagli enti per il turismo nazionale in 29 paesi. Le indagini svolte da parte del DZT includono le percezioni e le ragioni per la quali si sceglie di trascorrere le proprie vacanze in Germania, che sono le seguenti (con possibilità di risposte multiple): la cultura (75%), la campagna e la vita all'aperto (59%), le città d'arte (59%), la pulizia (47%), la sicurezza (41%), la modernità (36%), la buona qualità degli alberghi (35%), la buona gastronomia e la cucina (34%), una buona accessibilità alle località di vacanza (31%), il cosmopolitismo e l'ospitalità (27%), l'opportunità di shopping (21%), la vita notturna (17%) e il buon rapporto qualità/prezzo (10%).
Nel 2012 oltre 30,4 milioni di turisti internazionali hanno fatto sosta in Germania, portando al paese oltre 38 miliardi di dollari nelle entrate turistiche internazionali. Il turismo di viaggio nazionale e internazionale combinati contribuiscono direttamente a più di 43,2 miliardi di euro del PIL tedesco. Compresi gli impatti indiretti e indotti l'industria turistica contribuisce al 4,5% del PIL e supporta due milioni di posti di lavoro (4,8% dell'occupazione totale). L'ITB Berlin (Internationale Tourismus-Börse Berlin) è il leader mondiale della fiera del turismo.

## Storia

### Statistiche
La tabella seguente mostra la distribuzione dei pernottamenti trascorsi dai visitatori nazionali ed internazionali in ciascuno dei 16 lander della Germania nel 2008. Con 76,91 milioni di notti trascorse in alberghi, ostelli o cliniche, la Baviera ha il maggior numero di visitatori. Con 14.300 notti per mille abitanti il Meclemburgo-Pomerania Anteriore ha la più alta densità di turisti.
| stati                            | numero di notti nel 2008 in milioni | numero di visitatori in milioni | notti/popolazione |
| -------------------------------- | ----------------------------------- | ------------------------------- | ----------------- |
| Baden-Württemberg                | 43.62                               | 8.90                            | 4.1               |
| Baviera                          | 76.91                               | 17.30                           | 6.1               |
| Berlino                          | 17.77                               | 6.18                            | 5.2               |
| Brandeburgo                      | 9.41                                | 0.86                            | 3.7               |
| Brema                            | 1.65                                | 0.34                            | 4.2               |
| Amburgo                          | 7.66                                | 1.42                            | 4.3               |
| Assia                            | 27.30                               | 6.69                            | 4.5               |
| Meclemburgo-Pomerania Anteriore  | 23.83                               | 1.07                            | 14.3              |
| Bassa Sassonia                   | 36.92                               | 3.73                            | 4.2               |
| Renania Settentrionale-Vestfalia | 41.52                               | 8.39                            | 2.3               |
| Renania-Palatinato               | 18.45                               | 4.17                            | 4.6               |
| Saarlandia                       | 2.26                                | 0.32                            | 2.2               |
| Sassonia                         | 15.70                               | 1.63                            | 3.7               |
| Sassonia-Anhalt                  | 6.70                                | 0.52                            | 2.8               |
| Schleswig-Holstein               | 21.07                               | 2.40                            | 7.4               |
| Turingia                         | 8.68                                | 0.60                            | 3.8               |

La maggior parte dei visitatori che arrivano in Germania per un termine breve provengono dalle seguenti nazioni:
| Posizione | Pease                              | 2014       | 2016       |
| --------- | ---------------------------------- | ---------- | ---------- |
| 1         | Paesi Bassi                        | 4,237,865  | 4,477,100  |
| 2         | Svizzera                           | 2,778,455  | 3,115,456  |
| 3         | Stati Uniti                        | 2,371,086  | 2,558,495  |
| 4         | Regno Unito                        | 2,415,477  | 2,551,061  |
| 5         | Austria                            | 1,725,259  | 1,818,872  |
| 6         | Francia                            | 1,617,901  | 1,725,854  |
| 7         | Italia                             | 1,642,443  | 1,651,933  |
| 8         | Danimarca                          | 1,466,561  | 1,592,500  |
| 9         | Belgio                             | 1,310,693  | 1,424,482  |
| 10        | Cina                               | 1,033,470  | 1,363,979  |
|           | Totale degli arrivi internazionali | 32,999,298 | 35,555,391 |